# بخش کاپیتال (کوردوبا)
بخش کاپیتال (به اسپانیایی: Departamento Capital) یک منطقهٔ مسکونی در آرژانتین است که در استان کوردوبا، آرژانتین واقع شده‌است. بخش کاپیتال ۵۶۲ کیلومتر مربع مساحت و ۱٬۲۸۴٬۵۸۲ نفر جمعیت دارد.